# Planche (Malmedy)
Pour les articles homonymes, voir Planche.
Planche  est un hameau de la commune et ville belge de Malmedy située en Région wallonne dans la province de Liège. 
Avant la fusion des communes de 1977, Planche faisait partie de la commune de Bellevaux-Ligneuville. 

## Situation
Planche se situe sur la rive gauche et le versant ouest et sud de l'Amblève qui enserre le hameau en face des localités de Bellevaux et de Lasnenville. Un pont y franchit l'Amblève. Le hameau se trouve à 6,5 km au sud de Malmedy. L'autoroute E42 passe à quelques hectomètres au sud-ouest de la localité.

## Description
Dans un environnement de prairies et de bosquets, Planche est un hameau ardennais situé sur un versant en pente douce. On y répertorie deux fermes et une douzaine de maisons.